# Kathedralbasilika St. Demetrius

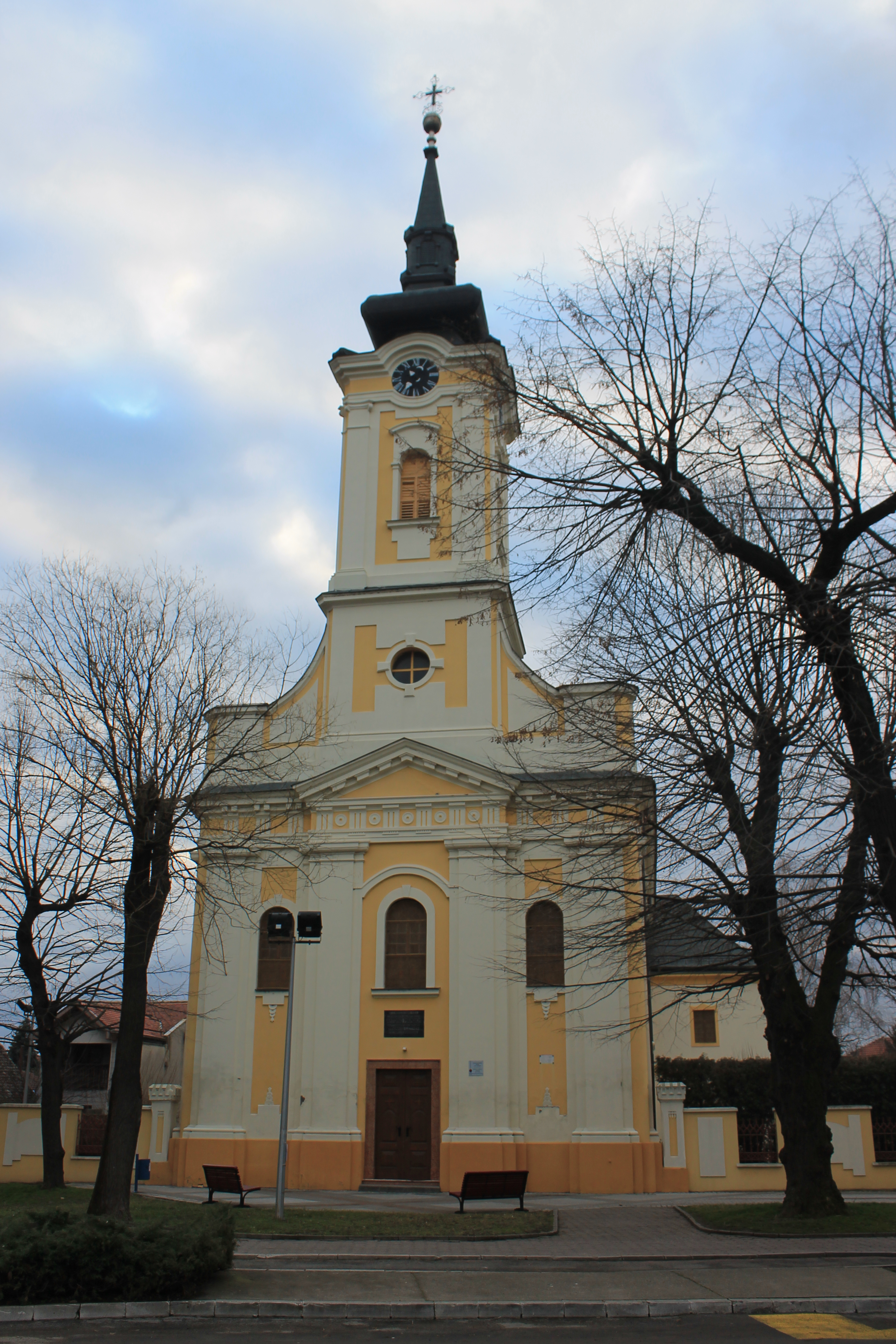
St. Demetriuskathedrale

Die Kathedralbasilika St. Demetrius (serbisch-kyrillisch Римокатоличка црква Светог Димитрија), auch Kathedrale von Sremska Mitrovica genannt, ist eine römisch-katholische Kirche in der Stadt Sremska Mitrovica in der Vojvodina, Serbien. 

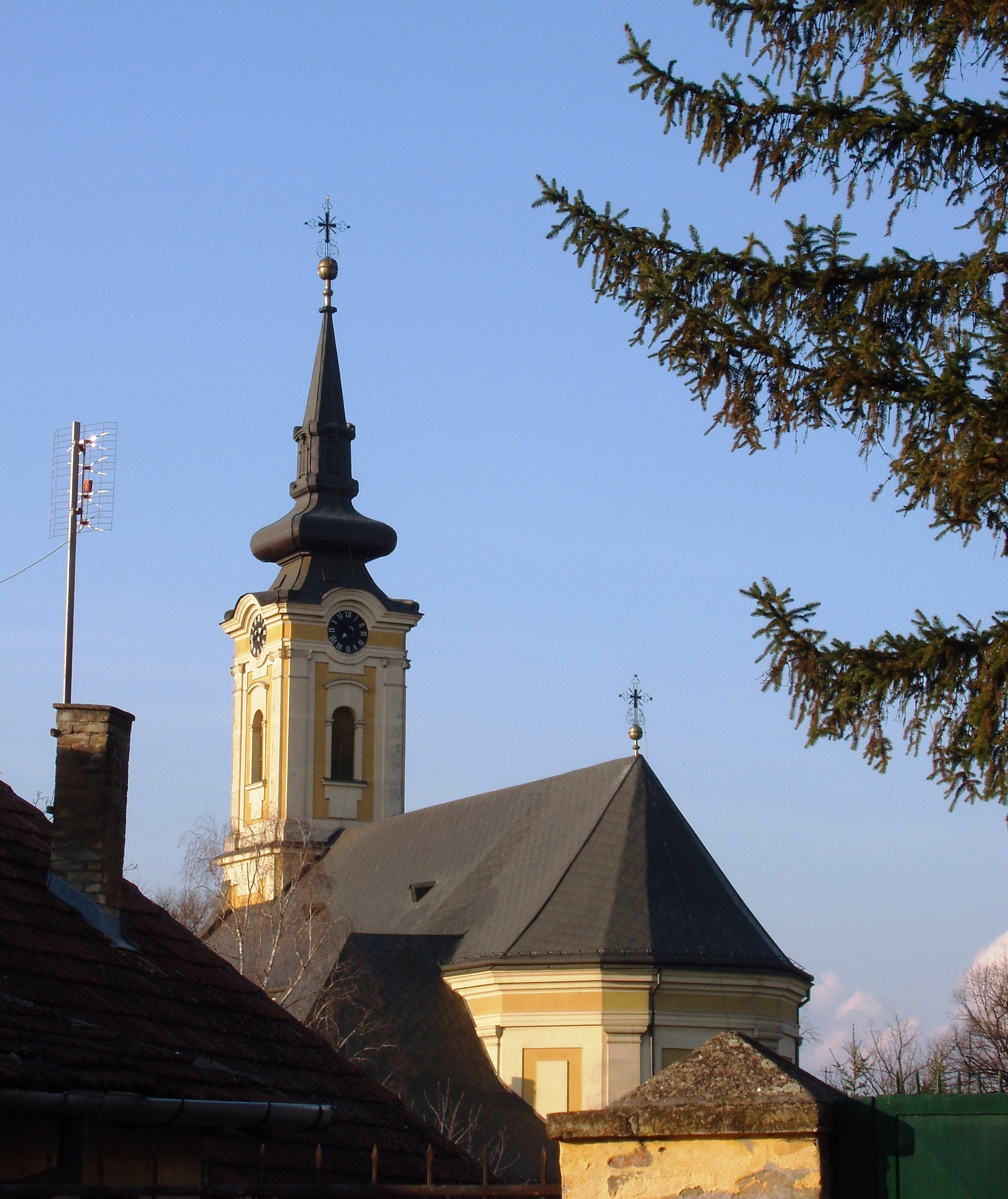
Blick auf die Kathedrale

## Geschichte
Die Kirche ist der Sitz des katholischen Bistums Syrmien (Dioecesis Sirmiensis oder Сремска бискупија) mit Gebieten in Serbien und Kroatien. Es wurde erstmals im vierten Jahrhundert geschaffen und 1229 von Papst Gregor IX. restauriert.
1984 wurde sie zur Konkathedrale erhoben und erhielt 1991 durch Papst Johannes Paul II. den Titel einer Basilica minor verliehen. 1997 wurde die Kirche in die Liste der Kulturgüter von großer Bedeutung aufgenommen. Mit der Wiederherstellung der Diözese von Syrmien im Jahr 2008 wurde die Kirche zur Kathedrale erhoben.

## Kirchengebäude
Das einschiffige Kirchengebäude wurde 1810 im klassizistischen Stil erbaut und am 30. Juni des Jahres Demetrios von Thessaloniki, dem Patron der Stadt, geweiht. Die Abschlüsse des Baus bilden eine halbkreisförmige Altarapsis im Süden und ein hoher Glockenturm über der Nordfassade. Die mit Dorsalkapitalen geschmückten flachen Säulen betonen die vertikale Gliederung der Fassade und bilden die Felder, in denen die Fensteröffnungen untergebracht sind. Das Hauptportal wird von Pilastern eingerahmt, über denen sich das Tympanon befindet.